# Richard Ellington
Pour les articles homonymes, voir Ellington.
Richard Ellington, né en 1914 en Virginie-Occidentale et mort en 1980 à Fort Lauderdale en Floride, est un écrivain américain de roman policier.

## Biographie
Il commence par faire du théâtre dans le Barter Theatre (en) à Abingdon.
Il écrit des scénarios pour des feuilletons radiophoniques comme The Shadow ou The Fat Man (en).
Pendant la Seconde Guerre mondiale, il combat en Europe dans la 106e Division d’Infanterie de l’U.S. Army.
À son retour, il écrit des romans policiers mettant en scène un détective privé new-yorkais, Steve Drake.

## Œuvre
- Shoot the Works, 1948, (Vide ton Sac, Série noire no 49, 1950)
- It’s a Crime, 1948
- Stone Cold Dead, 1950
- Exit For a Dame, 1951
- Just Killing Time, 1953

## Télévision
En 1958, il est crédité des scénarios des épisodes 26 et 27 de la saison 1 de la série Mike Hammer avec Frank Kane et Mickey Spillane, Final Curtain, réalisé par Richard Irving et  A Detective Tail, réalisé par Boris Sagal.